# Judith de Turingia
Judith de Turingia (en checo: Judita Durynská; Castillo de Wartburg, c. 1135 - 9 de septiembre después de 1174) fue miembro de la dinastía Ludovingia y reina consorte de Bohemia de 1158 hasta 1172 como la segunda esposa del rey Ladislao II. Fue la segunda reina de Bohemia después de que Sviatoslava de Polonia, esposa del rey Bratislao II, hubiera recibido el título en 1085.

## Matrimonio
Judith fue la única hija del landgrave Luis I de Turingia (fallecido en 1140) y de su esposa, Eduviges de Gudensberg. Nació y se crio en el castillo de Wartburg, donde se encontraba la corte de Turingia. En 1153, contrajo matrimonio con el duque Ladislao II de Bohemia, tres años después de la muerte de su primera esposa, Gertrudis de Babenberg. La razón principal para este matrimonio era que Judith, a través de su hermano el landgrave Luis II de Turingia y su esposa, Judith de Hohenstaufen, estaba emparentada con el nuevo rey alemán Federico I Barbaroja. Al momento de la boda, la novia tenía aproximadamente dieciocho años; Ladislao era unos quince o veinte años mayor que ella.
Probablemente en 1155, dos años después de su matrimonio, Judith dio a luz a su primer hijo. En la Edad Media era común que los nombres de los bebés los eligieran las madres, así que es probable que fuera idea de Judith nombrar a su hijo Přemysl en honor al legendario fundador de la dinastía de los Premislidas.

## Reina Judith

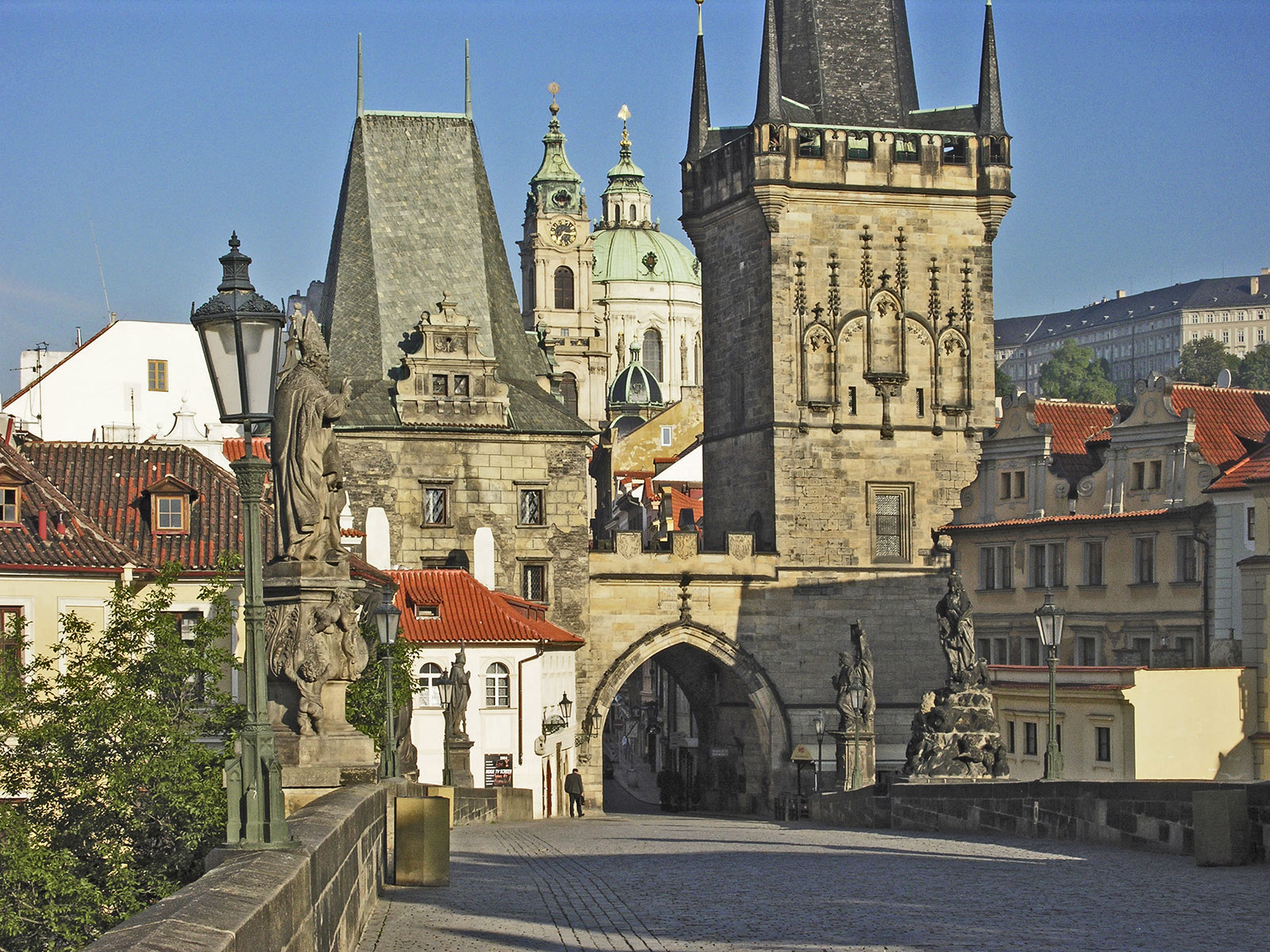
La Torre de Judith (a la izquierda) y el Puente Carlos.

Un cronista escribió sobre Judith que poseía una gran belleza y era muy inteligente, habiendo aprendido el latín y política. Se dice que ella a menudo gobernaba en la ausencia de Ladislao. Cuando él obtuvo el título real de parte del emperador Federico I Barbarroja y fue coronado rey de Bohemia en 1158, Judith se convirtió en reina consorte. Su coronación no ha sido documentada, pero las crónicas se refieren a ella como Reina Judith.
Aproximadamente en 1160, durante el reinado de Ladislao, se comenzó a construir un puente nuevo a través del río Moldava en Praga, donde el famoso Puente Carlos se encuentra actualmente. Fue el primer puente de piedra en Europa central y fue llamado el Puente de Judith en honor a la reina. Resultó destruido por una inundación en el año 1342, pero los restos de algunos pilares y arcos aún pueden observarse, así como la torre del puente (Juditina věž) en la ladera de Malá Strana.
En la lucha por el trono de Bohemia, Judith apoyó los reclamos de herencia de su hijo, Přemysl Otakar. Sin embargo, Ladislao II nombró a su hijo Federico, de su primer matrimonio con Gertrudis de Babenberg, como su sucesor. Cuando su marido abdicó en 1172, Judith le acompañó al exilio en Turingia, su tierra natal. Ladislao murió dos años más tarde en el castillo de Meerane. 
Se desconoce dónde murió Judith, pero sus restos fueron hallados en el antiguo monasterio benedictino de Teplice, el cual ella había fundado alrededor del año 1160. Según el historiador Emanuel Vlček, Judith falleció un 9 de septiembre aproximadamente de 1210, a los 75 años, habiendo logrado ver reinar a su hijo mayor, Otakar I de Bohemia.

## Hijos
- Otakar I de Bohemia (c. 1155-1230): duque de Bohemia en 1192/93 y otra vez desde 1197. Se convirtió en rey de Bohemia en 1198, el primero de una línea hereditaria.
- Ladislao III Enrique (c. 1160-1222): duque de Bohemia en 1197, margrave de Moravia de 1197 hasta su muerte.
- Richeza (fallecida en 1182): desposó al duque Enrique de Mödling, hijo del duque Enrique II de Austria.